# Acrosymphytales
Acrosymphytales, red crvenih alga u razredu Florideophyceae. Postoji 16 priznatih vrsta u tri porodice. Ime je došlo po rodu Acrosymphyton.

## Porodice
1. Acrosymphytaceae S.C.Lindstrom   6
2. Acrothesauraceae G.W.Saunders & Kraft    1
3. Schimmelmanniaceae G.W.Saunders & Kraft 9